# Poa pirinica
Poa pirinica är en gräsart som beskrevs av Nikolai Andreev Stojanov och Boris T. Achtarov. Poa pirinica ingår i släktet gröen, och familjen gräs. Inga underarter finns listade i Catalogue of Life.